# U.S. Route 19
De U.S. Route 19 is een noord-zuid U.S. Highway en verbindt Erie, Pennsylvania (bij het Eriemeer) met Memphis, Florida (aan de Golf van Mexico). In het traject is de New River Gorge Bridge gelegen. De weg is 2.263 kilometer lang.

## Voetnoten
1. ↑  US Highways from US 1 to US 830 Robert V. Droz

1 ·
2 ·
3 ·
4 ·
5 ·
6 ·
7 ·
8 ·
9 ·
10 ·
11 ·
12 ·
13 ·
14 ·
15 ·
16 ·
17 ·
18 ·
19 ·
20 ·
21 ·
22 ·
23 ·
24 ·
25 ·
26 ·
27 ·
28 ·
29 ·
30 ·
31 ·
32 ·
33 ·
34 ·
35 ·
36 ·
37 ·
38 ·
39 ·
40 ·
41 ·
42 ·
43 ·
44 ·
45 ·
46 ·
48 ·
49 ·
50 ·
51 ·
52 ·
53 ·
54 ·
55 ·
56 ·
57 ·
58 ·
59 ·
60 ·
61 ·
62 ·
63 ·
64 ·
65 ·
66 ·
67 ·
68 ·
69 ·
70 ·
71 ·
72 ·
73 ·
74 ·
75 ·
76 ·
77 ·
78 ·
79 ·
80 ·
81 ·
82 ·
83 ·
84 ·
85 ·
87 ·
89 ·
90 ·
91 ·
92 ·
93 ·
94 ·
95 ·
96 ·
97 ·
98 ·
99 ·
101 ·
131 ·
163 ·
199 ·
340 ·
400 ·
412 ·
425